# Ампињи
Ампињи (фр. Hampigny) насеље је и општина у североисточној Француској у региону Шампањ-Арден, у департману Об која припада префектури Бар сир Об.
По подацима из 2011. године у општини је живело 255 становника, а густина насељености је износила 26,87 становника/km². Општина се простире на површини од 9,49 km². Налази се на средњој надморској висини од 122 метара.

## Демографија
| 1962. | 1968. | 1975. | 1982. | 1990. | 1999. | 2011. |
| ----- | ----- | ----- | ----- | ----- | ----- | ----- |
| 322   | 322   | 280   | 288   | 263   | 241   | 255   |

График промене броја становника у току последњих година